# Thou Wast Mild and Lovely
Thou Wast Mild and Lovely (in etwa: Du warst einmal sanft und schön) ist ein US-amerikanischer Independentfilm aus dem Jahr 2014 von Josephine Decker, die auch das Drehbuch schrieb. Der Film feierte seine Premiere in der Sektion Forum der Internationalen Filmfestspiele Berlin 2014 und wurde danach auf zahlreichen Filmfestivals gezeigt. In Deutschland lief der Film ab dem 16. Oktober 2014 in ausgewählten Kinos.

## Handlung
Sarah lebt mit ihrem Vater Jeremiah auf einer abgelegenen Farm in Kentucky. Als der Saisonarbeiter Akin den Sommer auf der Farm verbringt, findet Sarahs sexuelles Verlangen ein klares Ziel. Akin geht ihr schräges verführerisches Spiel bereitwillig ein und verschweigt dabei, dass er zu Hause Frau und Kind hat. Zwischen Akin und Sarah entwickelt sich eine aufgeladene Romanze, aber auch ein ungewisses Gefühl von Bedrohung. Als Akins Frau zu Besuch kommt, eskaliert die Situation und harmlose Fantasien münden in einen gewalttätigen Alptraum.

## Produktion
Um Geld für die Postproduktion des Films zu sammeln, initiierte Decker eine Crowdfunding-Kampagne auf der Plattform Kickstarter mit einem Budget-Ziel 15.500 US-Dollar. Die Kampagne endete am 22. August 2013 mit einer Summe von 18.517 US-Dollar.

## Veröffentlichung
Im September 2014 wurde Thou Wast Mild and Lovely vom Filmvertrieb Cinelicious für die Kino- und VOD-Verwertung ausgewählt, zusammen mit Deckers Film Butter on the Latch (2013). Die Veröffentlichung fand im November 2014 statt.
In Deutschland wurde der Film von arsenal distribution in ausgewählte Kinos gebracht. Zusammen mit Butter on the Latch startete der Film am 16. Oktober 2014.

## Rezeption
Der Film erhielt gemischte Kritiken. Bei Rotten Tomatoes sind 74 % der Kritiken positiv bei insgesamt 19 Kritiken. In seinem Review bei IndieWire kommentierte Eric Kohn: „In seiner labyrinthartigen Charakteristik [des Films] zeigt sich eine gottlose Synthese von Ingmar Bergman und David Lynch. Niemals auf dem Niveau der Kultiviertheit dieser Größen, entwickelt Decker eine alles umfassende Vision von Isolation, erzählt mit einem grimmigen poetischen Stil.“ David Rooney vom Hollywood Reporter gab dem Film eine gemischte Bewertung und urteilte: „Es ist nicht uninteressant, aber zu gewollt künstlerisch, um Decker als gestandene Filmemacherin einzuordnen.“ Gleichzeitig verglich er den Film mit den Arbeiten von Terrence Malick. Der film-dienst sah einen „mitunter fast experimentelle[n] Film“, der als „unkonventionelles Drama des Begehrens“ beeindrucke, „in dem die Grenzen zwischen Liebe und Gewalt, Lyrizismus und Horror, dem Schönen und Schmutzigen fließend sind“. Dabei werde „die Erzählung durch eine ausgeklügelte Bildsprache unter eine hypersensualistische, erotisch-sexuell aufgeladene Dauerspannung gesetzt“.